# 298 a.C.

## Eventos
- Começa a Terceira Guerra Samnita
- Lúcio Cornélio Cipião Barbato e Cneu Fúlvio Máximo Centumalo, cônsules romanos.